# Stagnicola perplexa
Stagnicola perplexa — вид грибів, що належить до монотипового роду Stagnicola.